# Johann Jakob von Tschudi
Pour les articles homonymes, voir Tschudi.
Johann Jakob von Tschudi est un diplomate, explorateur et naturaliste suisse, né le 25 juillet 1818 à Glaris en Suisse et mort le 8 octobre 1889 à Edlitz près de Vienne (Autriche).

## Biographie
De 1834 à 1836, il fait des études à l'université de Zurich où il suit notamment les cours de Lorenz Oken (1779-1851) et Heinrich Rudolf Schinz (1777–1861). De 1836 à 1837 il est à Neuchâtel où il fréquente Louis Agassiz (1807-1873), qui aura sur lui une immense influence.
Il part à Leyde en 1837 où il travaille avec Hermann Schlegel (1804-1884) puis à Paris avec Gabriel Bibron (1806-1848). En 1838, il publie un important ouvrage sur les batraciens où il expose une classification englobant espèces fossiles et espèces actuelles, œuvre où l'influence de Louis Agassiz est évidente. 
La même année, il obtient son doctorat à Zurich et part pour sa première expédition en Amérique du Sud où il reste cinq ans, principalement dans les Andes péruviennes. Ce voyage est financé par une souscription organisée par le président de la Société neuchâteloise des sciences naturelles Louis Coulon et son père Paul-Louis-Auguste Coulon. En contrepartie, Johann Jakob von Tschudi ramène de son expédition des plantes et des animaux empaillés pour compléter les collections du Muséum d'histoire naturelle de Neuchâtel.
À son retour, il continue ses études dans les universités de Berlin et de Wurtzbourg. C'est à Vienne et à Munich qu'il prépare les éléments pour la publication du compte rendu de son voyage, Untersuchungen über die Fauna Peruana (1846), qui couvre tous les vertébrés.
Il fait paraître deux grammaires et un dictionnaire consacrés à la langue quechua.
Il repart en Amérique du Sud en 1857 et y reste jusqu'en 1859. Une nouvelle mission, cette fois pour le compte du gouvernement suisse, le conduit au Brésil. En 1866, il devient chargé d'affaires à l'ambassade suisse de Vienne et, en 1868, ambassadeur. Il conserve cette fonction jusqu'à sa retraite en 1888. Il se retire alors à Edlitz où il meurt l'année suivante.
Il publie de nombreux ouvrages ethnographiques, linguistiques, géographiques, météorologiques ou médicaux. C'est lui notamment qui donne son nom scientifique à un fossile de salamandre, Andrias scheuchzeri, qui avait été considéré par beaucoup pendant près d'un siècle, comme les restes humains d'une victime du déluge (c'est Georges Cuvier (1769-1832) qui avait démontré qu'il s'agissait d'une salamandre géante).

## Œuvres
- Untersuchungen uber die Fauna Perus (1844-1847)
- Peruanische Reiseskizzen wuhrend der Jahre 1838-42 (1846). 1ère édition française Esquisses d'un voyage au Pérou (1838-1842), en 2020
- Die Ketchuasprache (1853)
- Reise durch die Andes von Südamerika (1860)
- Les Insectes nuisibles et les oiseaux. Discours sur l’utilité des oiseaux dédié à la jeunesse et aux sociétés d’horticulture (1860)
- Die brasilianische Provinz Minas-Geraes (1863)
- Reisen dutch Südamerika (1866-1869)
- Esquisses d'un voyage au Pérou (1838-1842) Tome I: La côte du Chili et du Pérou - Lima (2020) Récit traduit, présenté & annoté par Marc Delpech.
- Esquisses d'un voyage au Pérou (1838-1842) Tome II: Les Andes péruviennes (2022) Récit traduit, présenté & annoté par Marc Delpech.

## Espèces éponymes
- Zimmerius viridiflavus (Tschudi, 1844) – Tyranneau de Tchudi

## Sources
- Kraig Adler (1989). Contributions to the History of Herpetology, Society for the study of amphibians and reptiles.
- Jean Lescure & Bernard Le Garff (2006). L'étymologie des noms d'amphibiens et de reptiles. Éditions Belin.  (ISBN 2-7011-4142-7)